# Шишабангма
Шишаба́нгма (также Ши́ша-Па́нгма), Госаинтан, распространено ошибочное написание «Шиша Пангма»; кит. упр. 希夏邦马峰, пиньинь Xīxiàbāngmǎ Fēng; тиб. ཤི་ཤ་སྦང་མ་, Вайли: Shi sha sbang ma, тиб. пиньинь: Xixabangma; непальск. शिशापाङ्मा, Shishāpāngmā) — вершина в центральных Гималаях. Шишабангма — четырнадцатый и наименьший по высоте восьмитысячник мира — 8027 м.

## География
Горный массив Шишабангма расположен в Гималаях и находится в Тибетском автономном районе на территории Китая, в нескольких километрах к северу от границы с Непалом. Входит в горный хребет Лангтанг. Состоит из трёх вершин, высоты двух из которых превышают 8000 м:
| № | Вершина                 | Высота, м | Координаты                     |
| - | ----------------------- | --------- | ------------------------------ |
| 1 | Шиша-Пангма Главная     | 8027      | 28°21’17 с. ш.; 85°46’39 в. д. |
| 2 | Шиша-Пангма Центральная | 8008      | 28°21’с. ш.; 85°47' в. д.      |
| 3 | Моламенкинг             | 7703      | 28°21’19 с. ш.; 85°48’34 в. д. |

Альпинистам в зачёт по программе «Все 14 восьмитысячников мира» идёт главный пик, как самый высокий в массиве.

## История восхождений
Поскольку Шишабангма находится в Центральном Тибете на территории Китая, впервые гора была покорена китайской экспедицией 2 мая 1964 года во главе с Сю Цзином (кит. 许竞,Xǔ Jìng), последней из всех 14 восьмитысячников мира.
14 января 2005 года поляк Пётр Моравски и итальянец Симоне Моро совершили первое зимнее восхождение.
За почти 50 лет при попытках восхождения на эту вершину погиб 21 человек, хотя маршрут восхождения на вершину считается самым лёгким среди маршрутов на восьмитысячники.